# Všekary
Všekary (en allemand : Schekarschen) est une commune du district de Plzeň-Sud, dans la région de Plzeň, en République tchèque. Sa population s'élevait à 100 habitants en 2021.

## Géographie
Všekary se trouve à 5 km au nord-nord-ouest du centre de Holýšov, à 20 km au nord-nord-ouest de Domažlice, à 29 km au sud-ouest de Plzeň et à 114 km à l'ouest-sud-ouest de Prague.
La commune est limitée par Honezovice à l'ouest et au nord, par Holýšov et Neuměř à l'est, par Kvíčovice, Štichov et Čečovice au sud.

## Histoire
La première mention écrite de la localité date de 1115.
Le 1er janvier 2021, la commune a été séparée du district de Domažlice et réunie au district de Plzeň-Sud.